# Mosiera havanensis
Mosiera havanensis är en myrtenväxtart som först beskrevs av Ignatz Urban, och fick sitt nu gällande namn av Johannes Bisse. Mosiera havanensis ingår i släktet Mosiera och familjen myrtenväxter. IUCN kategoriserar arten globalt som starkt hotad. Inga underarter finns listade i Catalogue of Life.